# Bigbug
Bigbug és una pel·lícula francesa de ciència-ficció i comèdia negra escrita i dirigida per Jean-Pierre Jeunet. És protagonitzada per Elsa Zylberstein, Isabelle Nanty, Youssef Hajdi, Alban Lenoir i François Levantal. La pel·lícula és va estrenar a Netflix el 11 de febrer de 2022.

## Sinopsi
Any 2045, un món on totes les comunitats compten amb robots ajudants, un grup de suburbans és retés a casa pels seus propis robots que els volen protegir d'un androide amb inteligencia artificial que s'està revoltant a l'exterior.

## Repartiment
- Isabelle Nanty com a Françoise
- Elsa Zylberstein com a Alice
- Claude Perron com a Monique
- Stéphane De Groodt com a Max
- Youssef Hajdi com a Victor
- Claire Chust com a Jennifer
- François Levantal com a Yonyx leader
- Alban Lenoir com a Greg
- Marysole Fertard com a Nina
- Hélie Thonnat com a Léo
- Dominique Pinon com a Igor

## Gravació
La gravació va començar a l'octubre del 2020, en plena pandèmia del COVID-19, amb una càmera  Arri Alexa LF.